# Łążek (województwo kujawsko-pomorskie)
Łążek – wieś kociewska w Polsce położona w województwie kujawsko-pomorskim, w powiecie świeckim, w gminie Osie, na zachodnim krańcu Wdeckiego Parku Krajobrazowego przy trasie linii kolejowej Laskowice Pomorskie-Szlachta (województwo pomorskie)-Czersk. Przez wieś przepływa rzeka Prusina, która w odległym o 5 km Tleniu, uchodzi do Wdy. We wsi znajduje się parafia pw. św. Maksymiliana Marii Kolbe i Matki Boskiej Królowej Polski. Wieś jest siedzibą sołectwa Łążek w którego skład wchodzą również miejscowości Sarnia Góra, Szarlata, Wygoda i Zazdrość.
Wieś powstała w XIII wieku, wzmiankowana w 1534 roku. Nazwa wywodzi się od słowa „łąg – łąka wśród pól”. W miejscowości zlokalizowana jest murowana kapliczka z XIX w., budynek szkoły podstawowej z przełomu XIX/XX w., jednostka Ochotniczej Straży Pożarnej i stacja kolejowa PKP.
W latach 1954–1968 wieś należała i była siedzibą władz gromady Łążek, po jej zniesieniu w gromadzie Osie. W latach 1975–1998 miejscowość administracyjnie należała do województwa bydgoskiego.
Na terenie wsi usytuowane są następujące pomniki przyrody:
- 9 sosen zwyczajnych w pobliżu cmentarza o obwodach od 136 do 356 cm[6]
- jałowiec pospolity o obwodzie 37 cm przy drodze Łążek-Sarnia Góra[7]
- aleja przydrożna złożona z 200 jałowców pospolitych ciągnącej się wzdłuż drogi za cmentarzem[6], tzw. Aleja Mnichów.